# Triumfetta graveolens
Triumfetta graveolens är en malvaväxtart som beskrevs av Carl Ludwig von Blume. Triumfetta graveolens ingår i släktet triumfettor, och familjen malvaväxter. Inga underarter finns listade i Catalogue of Life.